# Domain-Kiting
Als Domain-Kiting wird der Vorgang bezeichnet, dass man sich für illegale Zwecke kurzzeitig (für weniger als fünf Tage) eine Internetdomain bestellt und diese wieder zurückgibt, um sie unmittelbar darauf erneut zu bestellen.
Diese Möglichkeit ergibt sich aus den Vorgaben der ICANN, die eine Rückgabefrist von fünf Tagen erlaubt. Innerhalb diesen Zeitraums muss der Besteller nichts bezahlen, kann aber die Domain bereits vollständig nutzen. Meist werden die so registrierten Domains als Targetseiten für Onlinewerbung verwendet, gelegentlich auch für illegale Zwecke wie Spamversand oder Phishing.
Laut einer Untersuchung von GoDaddy-Gründer Bob Parsons wurden im Mai 2006 insgesamt über 35 Millionen Domains registriert, wovon lediglich rund 2,7 Millionen fortwährend bestehende Internetadressen waren. Der restliche Anteil von 92,3 Prozent war auf das Domain-Kiting zurückzuführen und wurde innerhalb der 5-Tage-Frist wieder zurückgegeben.
Ein ähnlicher Vorgang, bei dem die Rückgabefrist ausgenutzt wird, um die Verwertbarkeit einer Domain für Werbezwecke zu überprüfen, heißt Domain-Tasting.